# Gonomyia flavonotata
Gonomyia flavonotata är en tvåvingeart som först beskrevs av Edwards 1912.  Gonomyia flavonotata ingår i släktet Gonomyia och familjen småharkrankar. Inga underarter finns listade i Catalogue of Life.